# Горельєф

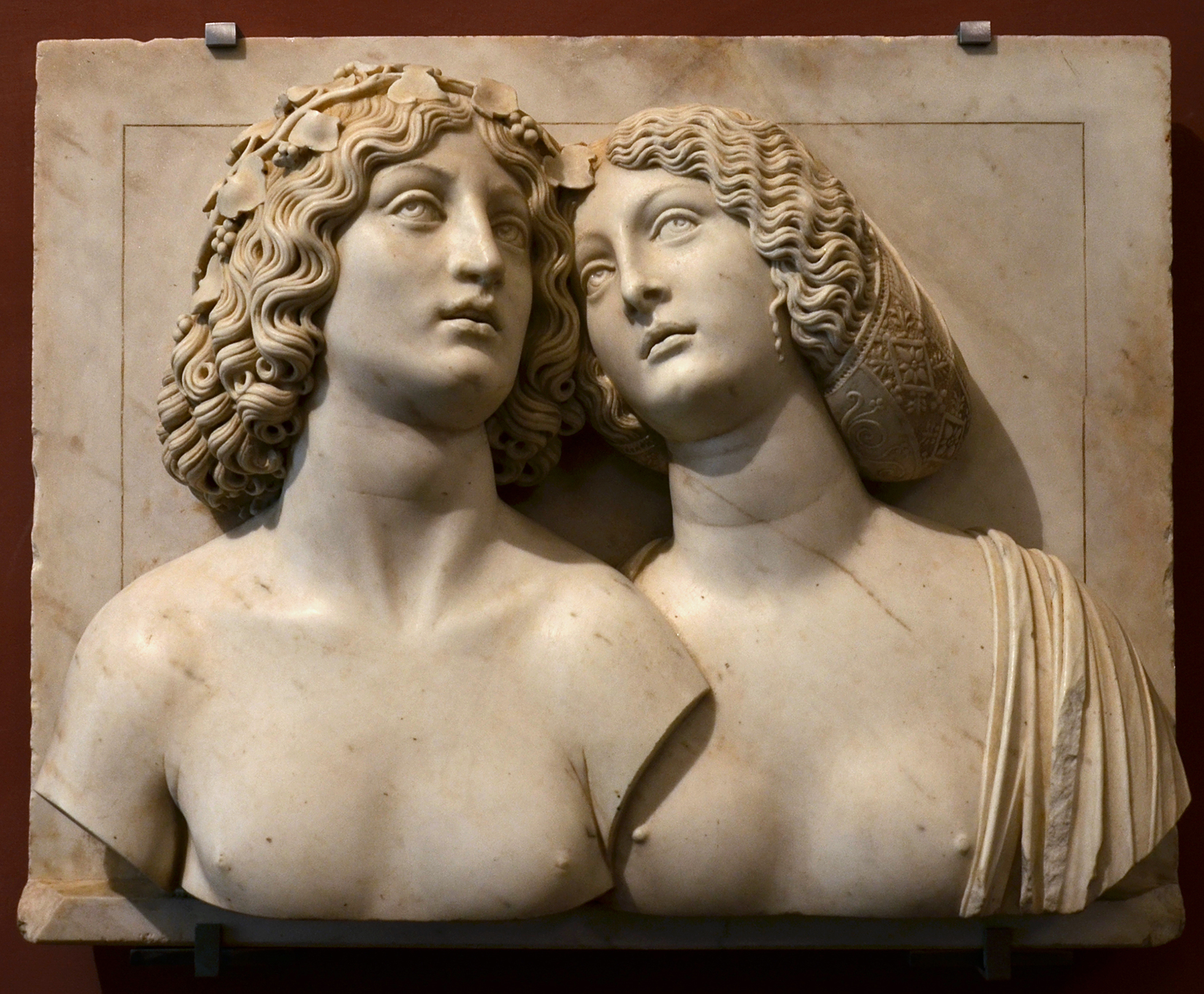
Горельєф «Поет, що співає пісню своїй коханій», Тулліо Ломбардо, 1505/10. Музей історії мистецтв, Відень

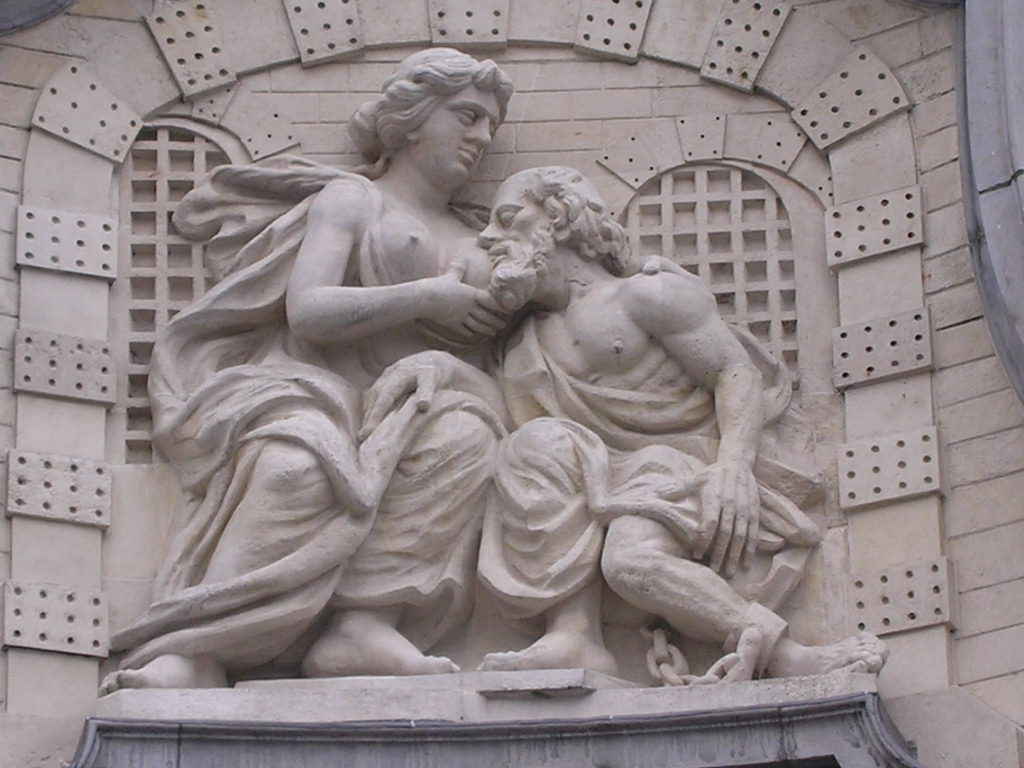
Горельєф «Батьколюбива римлянка», Гент, Бельгія

Горельє́ф (фр. haut-relief, від haut — «високий» + relief; буквально — «високий рельєф») — вид скульптури, високий рельєф, у якому зображення виступає над площиною фону більш як на половину свого об'єму.

## Різновиди
Горельєфи із каменю, бронзи та інших матеріалів часто використовуються як декоративні елементи в архітектурі або самостійні художні композиції. Окремі деталі зображення на горельєфі іноді лише торкаються фону, а інколи і зовсім відокремлюються від нього. Іноді фігури в горельєфі виглядають як круглі статуї, приставлені до площини стіни.
Фриз Пергамського вівтаря (II ст. до н. е.) має горельєф із різкими поворотами міцних тіл, та лютими обличчями гігантів, що створені із майстерною пластичною міццю. Також горельєф широко використовували у Стародавньому Римі для декорування тріумфальних арок та саркофагів, порталів та капітелей романських та готичних храмів (наприклад, західний фасад Реймського собору, XIII ст., центральний портал («Портал Радована») собору Св. Лаврентія, 1240).

## Відомі скульптори
У період Ренесансу у своїй роботі техніку горельєфу використовували такі скульптори як: Джованні Пізано (кафедра церкви Сант-Андреа у Пістої, 1301), Донателло (вівтар Кавальканті із рельєфом «Благовіщення», Флоренція, 1430-ті), Тулліо Ломбардо («Поет, що співає пісню своїй коханій», 1505/10) та інші. У XV столітті нерідко скульптори почали поєднувати горельєф із барельєфом та створювати так званий живописний рельєф. Одним із найвідоміших горельєфів нового часу вважається «Марсельєза» Франсуа Рюда, що прикрашає Тріумфальную арку на площі Шарля де Голля в Парижі (створений у 1833—36 роках).